# Hesbécourt
Hesbécourt – miejscowość i gmina we Francji, w regionie Hauts-de-France, w departamencie Somma.
Według danych na rok 2011 gminę zamieszkiwało 57 osób, a gęstość zaludnienia wynosiła 16 osób/km² (wśród 2293 gmin Pikardii Hesbécourt plasuje się na 914. miejscu pod względem liczby ludności, natomiast pod względem powierzchni na miejscu 1002.).